# لاویکتوریا (تگزاس)
لاویکتوریا (به انگلیسی: La Victoria) یک منطقهٔ مسکونی در ایالات متحده آمریکا است که در شهرستان استار، تگزاس واقع شده‌است. لاویکتوریا ۱۷۱ نفر جمعیت دارد و ۷۷ متر بالاتر از سطح دریا واقع شده‌است.